# Хани Мюнцер
Хани Мюнцер (на немски: Hanni Münzer) е германска писателка на произведения в жанра романтичен трилър, социална драма и исторически роман.

## Биография и творчество
Хани Мюнцер е родена на 10 юни 1965 г. във Волфратсхаузен, Бавария, Германия. От малка е запалена читателка. Завършва гимназия в Сиатъл, след което живее известно време в Щутгарт, после в Рим. Основава собствен антиквариат, който просъществува няколко години. После работи дванайсет години в администрацията на голяма компания за коли под наем. 
През 2013 г. издава самостоятелно като електронна книга първия си роман „Ловец на души“ от едноименната поредица. При ремонтни работи във вила в Нюрнберг се открива сензационна находка и е извикан епископът на Бамберг, който малко по-късно е намерен брутално убит. Три месеца по-късно на младия йезуит Лукас фон Щетен, племенник на убития, е възложена тайна задача от йезуитския орден в Рим да прибере секретни документи от шкафчето му, но скоро става друго убийство. Романтичният трилър става бестселър в класацията на Amazon Kindle в продължение на седем седмици. Останалите романи от поредицата също са бестселъри и към нея проявяват интерес най-големите издателства на Германия. 
През 2015 г. е издаден романът ѝ „Жило и мед“ от едноименната поредица. Младата красива оперна прима Елизабет Малпран се омъжва за щурмбанфюрерът от СС Албрехт Брунман, за да защити децата си Дебора и Волферл от брака с изчезналия ѝ еврейски съпруг, но това е „договор“ с Дявола. Осемдесет години по-късно младата американка Фелисити тръгва по следите на семейната история на нейната прабаба и дъщеря ѝ, които я отвеждат към историята на най-мрачните събития на ХХ век, разрушили живота на двете жени и техните последствия стигат чак до личната съдба на Фелисити. Книгата става бестселър и е преведена на над 15 езика по света.
През 2017 г. е издаден романът ѝ „Докато има пеперуди“ от поредицата „Пеперудите“. Животът на началната учителка Пенелопе е разбит от семейна трагедия и тя се оттегля от външния свят. Срещата ѝ със съседката ѝ, старата Труди, и наемателя ѝ, променя усещането ѝ за живота.
Хани Мюнцер живее със семейството си в Горна Бавария.

## Произведения

### Самостоятелни романи
- Das Mädchen hinter der Maske (2015)[1]
- Heimat ist ein Sehnsuchtsort (2019)

### Поредица „Ловец на души“ (Seelenfischer)
1. Die Seelenfischer (2013)[1]
2. Die Akte Rosenthal (2013)
3. Die Akte Rosenthal 2 (2013)
4. Das Hexenkreuz (2013)

### Поредица „Жило и мед“ (Honigtot)
1. Honigtot (2015)[1]
Жило и мед, изд. „Емас“ (2017), прев. Величка Стефанова
2. Marlene (2016)
Марлене, изд. „Емас“ (2018), прев. Величка Стефанова

### Поредица „Пеперудите“ (Die Schmetterlinge)
1. Solange es Schmetterlinge gibt (2017)[1]
2. Unter Wasser kann man nicht weinen (2018)